# Danh sách di sản văn hóa Tây Ban Nha được quan tâm ở tỉnh Guadalajara
Danh sách di sản văn hóa Tây Ban Nha được quan tâm ở Guadalajara (tỉnh).

## Di tích theo thành phố

### A

#### Albalate de Zorita
| Tên                                  | Dạng            | Địa điểm                                   | Tọa độ                                        | Số hồ sơ tham khảo? | Ngày nhận danh hiệu? | Hình ảnh                                        |
| ------------------------------------ | --------------- | ------------------------------------------ | --------------------------------------------- | ------------------- | -------------------- | ----------------------------------------------- |
| Nhà thờ San Andrés (Albalate Zorita) | Di tích Nhà thờ | Albalate de Zorita Calle de la Iglesia, 16 | 40°18′27″B 2°50′37″T / 40,307388°B 2,843568°T | RI-51-0007275       | 23-06-1992           | Iglesia Parroquial de San Andrés · Upload image |

#### Albendiego
| Tên                               | Dạng                 | Địa điểm   | Tọa độ                                        | Số hồ sơ tham khảo? | Ngày nhận danh hiệu? | Hình ảnh                                            |
| --------------------------------- | -------------------- | ---------- | --------------------------------------------- | ------------------- | -------------------- | --------------------------------------------------- |
| Nhà hoang Santa Coloma Albendiego | Di tích Nơi hẻo lánh | Albendiego | 41°13′32″B 3°02′45″T / 41,225556°B 3,045833°T | RI-51-0001642       | 24-06-1965           | Ermita de Santa Coloma de Albendiego · Upload image |

#### Alcocer
| Tên                        | Dạng            | Địa điểm | Tọa độ                                        | Số hồ sơ tham khảo? | Ngày nhận danh hiệu? | Hình ảnh     |
| -------------------------- | --------------- | -------- | --------------------------------------------- | ------------------- | -------------------- | ------------ |
| Nhà thờ Asunción (Alcocer) | Di tích Nhà thờ | Alcocer  | 40°28′08″B 2°36′33″T / 40,468953°B 2,609163°T | RI-51-0001108       | 12-07-1941           | Upload image |

#### Anguita
| Tên                    | Dạng                                    | Địa điểm                                     | Tọa độ                                        | Số hồ sơ tham khảo? | Ngày nhận danh hiệu? | Hình ảnh                                         |
| ---------------------- | --------------------------------------- | -------------------------------------------- | --------------------------------------------- | ------------------- | -------------------- | ------------------------------------------------ |
| Hang Hoz               | Di tích Nghệ thuật đá                   | Anguita Santa María del Espino (Guadalajara) | 40°59′00″B 2°17′56″T / 40,983278°B 2,298869°T | RI-51-0001090       | 17-09-1935           | Upload image                                     |
| Dolmen Portillo Cortes | Khu khảo cổ Thời gian: Thời đại đồ đồng | Anguita Aguilar de Anguita                   | 41°03′23″B 2°24′22″T / 41,056389°B 2,406111°T | RI-55-0000371       | 28-04-1992           | Dolmen del Portillo de las Cortes · Upload image |

#### Atanzón
| Tên                                                     | Dạng            | Địa điểm                         | Tọa độ                                       | Số hồ sơ tham khảo? | Ngày nhận danh hiệu? | Hình ảnh     |
| ------------------------------------------------------- | --------------- | -------------------------------- | -------------------------------------------- | ------------------- | -------------------- | ------------ |
| Nhà thờ Asunción (Atanzón) Nhà thờ Nuestra Señora Zarza | Di tích Nhà thờ | Atanzón Plaza de la Constitución | 40°40′01″B 2°59′53″T / 40,666808°B 2,99801°T | RI-51-0007276       | 23-06-1992           | Upload image |

#### Atienza
| Tên             | Dạng                 | Địa điểm | Tọa độ                                        | Số hồ sơ tham khảo? | Ngày nhận danh hiệu? | Hình ảnh                           |
| --------------- | -------------------- | -------- | --------------------------------------------- | ------------------- | -------------------- | ---------------------------------- |
| Lâu đài Atienza | Di tích Fortaleza    | Atienza  | 41°12′02″B 2°52′22″T / 41,200556°B 2,872725°T | RI-51-0000609       | 03-06-1931           | Castillo de Atienza · Upload image |
| Atienza         | Khu phức hợp lịch sử | Atienza  | 41°11′54″B 2°51′55″T / 41,198333°B 2,865278°T | RI-53-0000031       | 08-02-1962           | Villa de Atienza · Upload image    |

#### Auñón
| Tên                               | Dạng            | Địa điểm                        | Tọa độ                                        | Số hồ sơ tham khảo? | Ngày nhận danh hiệu? | Hình ảnh     |
| --------------------------------- | --------------- | ------------------------------- | --------------------------------------------- | ------------------- | -------------------- | ------------ |
| Nhà thờ San Juan Bautista (Auñón) | Di tích Nhà thờ | Auñón Plaza de José Antonio, 12 | 40°30′59″B 2°47′29″T / 40,516357°B 2,791298°T | RI-51-0007277       | 23-06-1992           | Upload image |

### B

#### Brihuega
| Tên                                      | Dạng                      | Địa điểm                                   | Tọa độ                                        | Số hồ sơ tham khảo? | Ngày nhận danh hiệu? | Hình ảnh                                                      |
| ---------------------------------------- | ------------------------- | ------------------------------------------ | --------------------------------------------- | ------------------- | -------------------- | ------------------------------------------------------------- |
| Antigua iglesia San Simón (Brihuega)     | Di tích Nhà thờ Kitô giáo | Brihuega                                   | 40°45′35″B 2°52′13″T / 40,759733°B 2,870187°T | RI-51-0011533       | 13-03-2007           | Upload image                                                  |
| Tòa thị chính Tomellosa                  | Di tích Casona            | Brihuega Tomellosa                         | 40°39′02″B 2°55′35″T / 40,650675°B 2,926286°T | RI-51-0010570       | 28-05-2002           | Upload image                                                  |
| Nhà thờ Inmaculada Concepción (Romancos) | Di tích Nhà thờ           | Brihuega Plaza de la Iglesia, s/n Romancos | 40°41′13″B 2°53′03″T / 40,686944°B 2,884167°T | RI-51-0007005       | 20-12-1990           | Iglesia Parroquial de la Inmaculada Concepción · Upload image |
| Real Fábrica Paños Brihuega              | Di tích Nhà máy           | Brihuega                                   | 40°45′36″B 2°52′04″T / 40,759889°B 2,867691°T | RI-51-0010943       | 10-05-2005           | Real Fábrica de Paños de Brihuega · Upload image              |
| Brihuega                                 | Khu phức hợp lịch sử      | Brihuega                                   | 40°45′38″B 2°52′09″T / 40,760556°B 2,869167°T | RI-53-0000159       | 19-05-1973           | Villa de Brihuega · Upload image                              |

### C

#### Campisábalos
| Tên                                  | Dạng            | Địa điểm     | Tọa độ                                        | Số hồ sơ tham khảo? | Ngày nhận danh hiệu? | Hình ảnh                                |
| ------------------------------------ | --------------- | ------------ | --------------------------------------------- | ------------------- | -------------------- | --------------------------------------- |
| Nhà thờ San Bartolomé (Campisábalos) | Di tích Nhà thờ | Campisábalos | 41°16′03″B 3°08′45″T / 41,267427°B 3,145915°T | RI-51-0001643       | 24-06-1965           | Iglesia de San Bartolomé · Upload image |

#### Cantalojas
| Tên                                     | Dạng            | Địa điểm               | Tọa độ                                        | Số hồ sơ tham khảo? | Ngày nhận danh hiệu? | Hình ảnh                                    |
| --------------------------------------- | --------------- | ---------------------- | --------------------------------------------- | ------------------- | -------------------- | ------------------------------------------- |
| Nhà thờ San Pedro Apóstol (Villacadima) | Di tích Nhà thờ | Cantalojas Villacadima | 41°16′54″B 3°12′52″T / 41,281577°B 3,214526°T | RI-51-0001646       | 24-06-1965           | Iglesia de San Pedro Apóstol · Upload image |

#### Cifuentes
| Tên                              | Dạng            | Địa điểm                           | Tọa độ                                        | Số hồ sơ tham khảo? | Ngày nhận danh hiệu? | Hình ảnh                               |
| -------------------------------- | --------------- | ---------------------------------- | --------------------------------------------- | ------------------- | -------------------- | -------------------------------------- |
| Nhà thờ San Salvador (Cifuentes) | Di tích Nhà thờ | Cifuentes Plaza de la Provincia, 2 | 40°47′09″B 2°37′22″T / 40,785811°B 2,622879°T | RI-51-0007129       | 08-10-1991           | Iglesia de San Salvador · Upload image |

#### Cogolludo
| Tên                                     | Dạng              | Địa điểm                  | Tọa độ                                        | Số hồ sơ tham khảo? | Ngày nhận danh hiệu? | Hình ảnh                                           |
| --------------------------------------- | ----------------- | ------------------------- | --------------------------------------------- | ------------------- | -------------------- | -------------------------------------------------- |
| Nhà thờ San Miguel (Beleña Sorbe)       | Di tích Nhà thờ   | Cogolludo Beleña de Sorbe | 40°55′32″B 3°11′21″T / 40,925666°B 3,189029°T | RI-51-0007131       | 08-10-1991           | Iglesia de San Miguel · Upload image               |
| Nhà thờ Santa María (Cogolludo)         | Di tích Nhà thờ   | Cogolludo                 | 40°57′01″B 3°05′15″T / 40,950278°B 3,0875°T   | RI-51-0009106       | 30-01-1996           | Iglesia Parroquial de Santa María · Upload image   |
| Cung điện Duques Medinaceli (Cogolludo) | Di tích Cung điện | Cogolludo Plaza Mayor     | 40°56′48″B 3°05′19″T / 40,946789°B 3,088565°T | RI-51-0000600       | 03-06-1931           | Palacio de los Duques de Medinaceli · Upload image |

#### Corduente
| Tên               | Dạng              | Địa điểm            | Tọa độ                                        | Số hồ sơ tham khảo? | Ngày nhận danh hiệu? | Hình ảnh     |
| ----------------- | ----------------- | ------------------- | --------------------------------------------- | ------------------- | -------------------- | ------------ |
| Lâu đài Santiuste | Di tích Fortaleza | Corduente Santiuste | 40°50′34″B 1°57′51″T / 40,842778°B 1,964167°T | RI-51-0010819       | 25-06-1985           | Upload image |

### E

#### El Cubillo de Uceda
| Tên                                             | Dạng                      | Địa điểm            | Tọa độ                                     | Số hồ sơ tham khảo? | Ngày nhận danh hiệu? | Hình ảnh                              |
| ----------------------------------------------- | ------------------------- | ------------------- | ------------------------------------------ | ------------------- | -------------------- | ------------------------------------- |
| Nhà thờ Nuestra Señora Asunción (Cubillo Uceda) | Di tích Nhà thờ Kitô giáo | El Cubillo de Uceda | 40°49′24″B 3°24′22″T / 40,8232°B 3,40619°T |                     | 20-01-2012           | Iglesia de la Asunción · Upload image |

#### Escamilla
| Tên                              | Dạng            | Địa điểm  | Tọa độ                                        | Số hồ sơ tham khảo? | Ngày nhận danh hiệu? | Hình ảnh                                                    |
| -------------------------------- | --------------- | --------- | --------------------------------------------- | ------------------- | -------------------- | ----------------------------------------------------------- |
| Nhà thờ Purificación (Escamilla) | Di tích Nhà thờ | Escamilla | 40°32′57″B 2°33′44″T / 40,549272°B 2,562315°T | RI-51-0004332       | 02-02-1979           | Iglesia de Nuestra Señora de la Purificación · Upload image |

#### Establés
| Tên                | Dạng              | Địa điểm | Tọa độ                                        | Số hồ sơ tham khảo? | Ngày nhận danh hiệu? | Hình ảnh     |
| ------------------ | ----------------- | -------- | --------------------------------------------- | ------------------- | -------------------- | ------------ |
| Lâu đài Malasombra | Di tích Fortaleza | Establés | 41°00′32″B 2°01′30″T / 41,008788°B 2,025101°T | RI-51-0010907       | 25-06-1985           | Upload image |

### F

#### Fuentelencina
| Tên                                                    | Dạng                  | Địa điểm                  | Tọa độ                                        | Số hồ sơ tham khảo? | Ngày nhận danh hiệu? | Hình ảnh                                                |
| ------------------------------------------------------ | --------------------- | ------------------------- | --------------------------------------------- | ------------------- | -------------------- | ------------------------------------------------------- |
| Tòa thị chính Fuentelencina Ayuntamiento Fuentelencina | Di tích Nhà           | Fuentelencina Plaza Mayor | 40°31′03″B 2°52′55″T / 40,517407°B 2,88196°T  | RI-51-0007130       | 08-10-1991           | Casa consistorial de Fuentelencina · Upload image       |
| Fuente3 Abajo (Fuentelencina)                          | Di tích Đài phun nước | Fuentelencina             | 40°31′01″B 2°52′50″T / 40,516977°B 2,880586°T | RI-51-0007002       | 07-12-1990           | Fuente de Abajo · Upload image                          |
| Nhà thờ Asunción Nuestra Señora (Fuentelencina)        | Di tích Nhà thờ       | Fuentelencina             | 40°31′04″B 2°52′51″T / 40,517815°B 2,880791°T | RI-51-0010746       | 28-05-2002           | Iglesia de la Asunción de Nuestra Señora · Upload image |

#### Fuentenovilla
| Tên                         | Dạng                     | Địa điểm                               | Tọa độ                                        | Số hồ sơ tham khảo? | Ngày nhận danh hiệu? | Hình ảnh     |
| --------------------------- | ------------------------ | -------------------------------------- | --------------------------------------------- | ------------------- | -------------------- | ------------ |
| Picota Fuentenovilla Picota | Di tích Picota (columna) | Fuentenovilla Plaza de la Constitución | 40°21′56″B 3°05′39″T / 40,365586°B 3,094264°T | RI-51-0007278       | 23-06-1992           | Upload image |

### G

#### Guadalajara, Tây Ban Nha
| Tên                                                                      | Dạng                             | Địa điểm                                           | Tọa độ                                        | Số hồ sơ tham khảo? | Ngày nhận danh hiệu? | Hình ảnh                                                   |
| ------------------------------------------------------------------------ | -------------------------------- | -------------------------------------------------- | --------------------------------------------- | ------------------- | -------------------- | ---------------------------------------------------------- |
| Alcázar Real Guadalajara                                                 | Di tích Fortaleza (arquitectura) | Guadalajara                                        | 40°38′21″B 3°10′05″T / 40,639167°B 3,168056°T | RI-51-0000193       | 21-05-1921           | Alcázar Real de Guadalajara · Upload image                 |
| Lưu trữ lịch sử Provincial Guadalajara                                   | Lưu trữ                          | Guadalajara Calle de Julián Besteiro, 1            | 40°37′50″B 3°10′48″T / 40,630665°B 3,17997°T  | RI-AR-0000031       | 10-11-1997           | Archivo Histórico Provincial de Guadalajara · Upload image |
| Thư viện Guadalajara (España)                                            | Biblioteca                       | Guadalajara Palacio de Dávalos                     | 40°38′02″B 3°10′05″T / 40,633987°B 3,16818°T  | RI-BI-0000005       | 25-06-1985           | Biblioteca Pública del Estado · Upload image               |
| Capilla Luis Lucena                                                      | Di tích Capilla                  | Guadalajara                                        | 40°38′07″B 3°09′43″T / 40,635222°B 3,161975°T | RI-51-0000133       | 07-04-1914           | Capilla de Luis de Lucena · Upload image                   |
| Concatedral Santa María Guadalajara Nhà thờ Santa María Mayor hay Fuente | Di tích Nhà thờ                  | Guadalajara                                        | 40°38′08″B 3°09′41″T / 40,635556°B 3,161389°T | RI-51-0001110       | 12-07-1941           | Concatedral de Santa María de Guadalajara · Upload image   |
| Cung điện Antonio Mendoza                                                | Di tích Tu viện - palacio        | Guadalajara                                        | 40°38′05″B 3°10′00″T / 40,634822°B 3,166734°T | RI-51-0000607       | 03-06-1931           | Convento de la Piedad · Upload image                       |
| Tu viện Carmelitas San José Convento Carmelitas Abajo                    | Di tích Convento                 | Guadalajara Calle Ingeniero Mariño, 8              | 40°38′06″B 3°09′51″T / 40,635089°B 3,164181°T | RI-51-0007279       | 23-06-1992           | Convento de las Carmelitas de San José · Upload image      |
| Fundación San Diego Alcalá Fundación Vega Pozo                           | Di tích Tu viện - Trường học     | Guadalajara                                        | 40°37′40″B 3°09′15″T / 40,627778°B 3,154167°T | RI-51-0008278       | 15-06-1993           | Fundación de San Diego de Alcalá · Upload image            |
| Cung điện Antonio Mendoza#Nhà thờ                                        | Di tích Nhà thờ                  | Guadalajara Calle Teniente Figueroa, 6             | 40°38′07″B 3°10′00″T / 40,63524°B 3,166703°T  | RI-51-0000606       | 03-06-1931           | Iglesia de la Piedad · Upload image                        |
| Nhà thờ Remedios (Guadalajara)                                           | Di tích Nhà thờ                  | Guadalajara Plaza de los Caídos de la Guerra Civil | 40°38′14″B 3°10′10″T / 40,637142°B 3,169486°T | RI-51-0000260       | 05-01-1924           | Iglesia de los Remedios · Upload image                     |
| Nhà thờ San Ginés (Guadalajara)                                          | Di tích Nhà thờ                  | Guadalajara Plaza de Santo Domingo                 | 40°37′48″B 3°09′53″T / 40,62989°B 3,164627°T  | RI-51-0000604       | 03-06-1931           | Iglesia de San Ginés · Upload image                        |
| Nhà thờ San Nicolás Real (Guadalajara)                                   | Di tích Nhà thờ                  | Guadalajara                                        | 40°37′58″B 3°09′57″T / 40,632674°B 3,165863°T | RI-51-0004528       | 30-10-1981           | Iglesia de San Nicolás el Real · Upload image              |
| Nhà thờ Santiago Mayor (Guadalajara)                                     | Di tích Nhà thờ                  | Guadalajara Calle Teniente Figueroa, 1             | 40°38′07″B 3°10′03″T / 40,635359°B 3,167464°T | RI-51-0001175       | 04-01-1946           | Iglesia de Santiago el Mayor · Upload image                |
| Fuerte San Francisco (Guadalajara) Fuerte San Francisco                  | Di tích Tu viện                  | Guadalajara                                        | 40°37′57″B 3°09′31″T / 40,632386°B 3,158661°T | RI-51-0000605       | 03-06-1931           | Monasterio de San Francisco · Upload image                 |
| Cung điện Infantado                                                      | Di tích Cung điện                | Guadalajara                                        | 40°38′13″B 3°10′03″T / 40,636944°B 3,1675°T   | RI-51-0000134       | 20-04-1914           | Palacio del Infantado · Upload image                       |
| Puente Henares (Guadalajara)                                             | Di tích Cầu (giao thông)         | Guadalajara                                        | 40°38′40″B 3°10′26″T / 40,644533°B 3,173931°T | RI-51-0000603       | 03-06-1931           | Puente sobre el Henares · Upload image                     |
| Tháp canh Álvar Fáñez                                                    | Di tích Fortaleza                | Guadalajara                                        | 40°38′11″B 3°10′08″T / 40,636389°B 3,168806°T | RI-51-0000193       | 21-05-1921           | Torreón de Álvar Fáñez · Upload image                      |
| Tháp canh Alamín                                                         | Di tích Fortaleza                | Guadalajara                                        | 40°38′11″B 3°09′37″T / 40,636389°B 3,160278°T | RI-51-0000193       | 21-05-1921           | Torreón del Alamín · Upload image                          |

### H

#### Herrería
| Tên      | Dạng                                                | Địa điểm | Tọa độ                                        | Số hồ sơ tham khảo? | Ngày nhận danh hiệu? | Hình ảnh                           |
| -------- | --------------------------------------------------- | -------- | --------------------------------------------- | ------------------- | -------------------- | ---------------------------------- |
| Ceremeño | Khu khảo cổ Castro (fortificación) Idioma celtíbero | Herrería | 40°53′05″B 1°58′10″T / 40,884722°B 1,969444°T | RI-55-0000278       | 28-04-1992           | Castro del Ceremeño · Upload image |

#### Hita
| Tên              | Dạng                 | Địa điểm | Tọa độ                                        | Số hồ sơ tham khảo? | Ngày nhận danh hiệu? | Hình ảnh                              |
| ---------------- | -------------------- | -------- | --------------------------------------------- | ------------------- | -------------------- | ------------------------------------- |
| Tu viện Sopetrán | Di tích Tu viện      | Hita     | 40°48′00″B 3°04′38″T / 40,8°B 3,077222°T      | RI-51-0008707       | 01-02-1994           | Monasterio de Sopetrán · Upload image |
| Hita             | Khu phức hợp lịch sử | Hita     | 40°49′29″B 3°02′58″T / 40,824722°B 3,049444°T | RI-53-0000053       | 23-12-1964           | Villa de Hita · Upload image          |

#### Hontoba
| Tên                         | Dạng            | Địa điểm | Tọa độ                                        | Số hồ sơ tham khảo? | Ngày nhận danh hiệu? | Hình ảnh                            |
| --------------------------- | --------------- | -------- | --------------------------------------------- | ------------------- | -------------------- | ----------------------------------- |
| Nhà thờ San Pedro (Hontoba) | Di tích Nhà thờ | Hontoba  | 40°27′21″B 3°02′31″T / 40,455818°B 3,041813°T | RI-51-0006975       | 31-08-1990           | Iglesia de San Pedro · Upload image |

### I

#### Illana
| Tên                          | Dạng              | Địa điểm                       | Tọa độ                                       | Số hồ sơ tham khảo? | Ngày nhận danh hiệu? | Hình ảnh                                |
| ---------------------------- | ----------------- | ------------------------------ | -------------------------------------------- | ------------------- | -------------------- | --------------------------------------- |
| Cung điện Goyeneche (Illana) | Di tích Cung điện | Illana Calle Eloy Gutiérrez, 5 | 40°11′04″B 2°54′28″T / 40,184403°B 2,90787°T | RI-51-0007281       | 23-06-1992           | Palacio de los Goyeneche · Upload image |

### L

#### Lupiana
| Tên                           | Dạng            | Địa điểm | Tọa độ                                        | Số hồ sơ tham khảo? | Ngày nhận danh hiệu? | Hình ảnh                                   |
| ----------------------------- | --------------- | -------- | --------------------------------------------- | ------------------- | -------------------- | ------------------------------------------ |
| Tu viện San Bartolomé Lupiana | Di tích Tu viện | Lupiana  | 40°36′03″B 3°03′10″T / 40,600856°B 3,052897°T | RI-51-0000601       | 03-06-1931           | Monasterio de San Bartolomé · Upload image |

### M

#### Millana
| Tên                                   | Dạng            | Địa điểm                        | Tọa độ                                        | Số hồ sơ tham khảo? | Ngày nhận danh hiệu? | Hình ảnh                                         |
| ------------------------------------- | --------------- | ------------------------------- | --------------------------------------------- | ------------------- | -------------------- | ------------------------------------------------ |
| Nhà thờ Santo Domingo Silos (Millana) | Di tích Nhà thờ | Millana Calle de la Iglesia, 10 | 40°30′27″B 2°34′20″T / 40,507369°B 2,572175°T | RI-51-0007283       | 23-06-1992           | Iglesia de Santo Domingo de Silos · Upload image |

#### Molina de Aragón
| Tên                   | Dạng                                                           | Địa điểm                                | Tọa độ                                                | Số hồ sơ tham khảo? | Ngày nhận danh hiệu? | Hình ảnh                                               |
| --------------------- | -------------------------------------------------------------- | --------------------------------------- | ----------------------------------------------------- | ------------------- | -------------------- | ------------------------------------------------------ |
| Lâu đài Molina Aragón | Di tích Fortaleza                                              | Molina de Aragón                        | 40°50′59″B 1°53′07″T / 40,849722°B 1,885278°T         | RI-51-0000614       | 03-06-1931           | Castillo y Murallas de Molina de Aragón · Upload image |
| Castro Rodiles        | Khu khảo cổ Castro (fortificación) Thời gian: Idioma celtíbero | Molina de Aragón Cubillejo de la Sierra | 40°53′50″B 1°46′56″T / 40,8971629078°B 1,7821032557°T |                     | 18-09-2012           | Upload image                                           |
| Molina Aragón         | Lịch sử và nghệ thuật                                          | Molina de Aragón                        | 40°50′38″B 1°53′19″T / 40,843889°B 1,888611°T         | RI-53-0000055       | 23-12-1964           | Molina de Aragón · Upload image                        |
| Posada Comuneros      | Di tích Casona                                                 | Molina de Aragón                        | 40°50′42″B 1°53′30″T / 40,844939°B 1,891741°T         | RI-51-0011140       | 25-06-1985           | Upload image                                           |

#### Mondéjar
| Tên                                      | Dạng            | Địa điểm | Tọa độ                                        | Số hồ sơ tham khảo? | Ngày nhận danh hiệu? | Hình ảnh                                        |
| ---------------------------------------- | --------------- | -------- | --------------------------------------------- | ------------------- | -------------------- | ----------------------------------------------- |
| Nhà thờ Santa María Magdalena (Mondéjar) | Di tích Nhà thờ | Mondéjar | 40°19′21″B 3°06′35″T / 40,32237°B 3,109775°T  | RI-51-0000608       | 03-06-1931           | Iglesia de Santa María Magdalena · Upload image |
| Tu viện San Antonio (Mondéjar)           | Di tích Tu viện | Mondéjar | 40°19′37″B 3°06′20″T / 40,326815°B 3,105424°T | RI-51-0000188       | 18-01-1921           | Upload image                                    |

#### Moratilla de los Meleros
| Tên                            | Dạng           | Địa điểm                             | Tọa độ                                        | Số hồ sơ tham khảo? | Ngày nhận danh hiệu? | Hình ảnh                                                |
| ------------------------------ | -------------- | ------------------------------------ | --------------------------------------------- | ------------------- | -------------------- | ------------------------------------------------------- |
| Rollo-picota Moratilla Meleros | Di tích Picota | Moratilla de los Meleros Calle Rollo | 40°30′11″B 2°56′31″T / 40,502998°B 2,941823°T | RI-51-0007284       | 23-06-1992           | Rollo-picota de Moratilla de los Meleros · Upload image |

### O

#### Olmeda de Cobeta
| Tên                                    | Dạng                               | Địa điểm                                   | Tọa độ                                                 | Số hồ sơ tham khảo? | Ngày nhận danh hiệu? | Hình ảnh                                                           |
| -------------------------------------- | ---------------------------------- | ------------------------------------------ | ------------------------------------------------------ | ------------------- | -------------------- | ------------------------------------------------------------------ |
| Tu viện Santa María Buenafuente Sistal | Di tích Tu viện                    | Olmeda de Cobeta La Buenafuente del Sistal | 40°49′19″B 2°12′45″T / 40,821816°B 2,212463°T          | RI-51-0000613       | 03-06-1931           | Monasterio de Santa María de Buenafuente del Sistal · Upload image |
| Peña Moñuz                             | Khu khảo cổ Castro (fortificación) | Olmeda de Cobeta                           | 40°51′32″B 2°12′31″T / 40,85888310191°B 2,2085262093°T |                     | 18-09-2012           | Upload image                                                       |

### P

#### Pastrana
| Tên                                                     | Dạng                      | Địa điểm | Tọa độ                                        | Số hồ sơ tham khảo? | Ngày nhận danh hiệu? | Hình ảnh                                 |
| ------------------------------------------------------- | ------------------------- | -------- | --------------------------------------------- | ------------------- | -------------------- | ---------------------------------------- |
| Colegiata Pastrana Nhà thờ colegiata Asunción           | Di tích Nhà thờ Kitô giáo | Pastrana | 40°24′59″B 2°55′27″T / 40,416473°B 2,924207°T |                     | 5-07-2013            | Colegiata de Pastrana · Upload image     |
| Tu viện Concepción Francisca Convento Carmen            | Di tích Convento          | Pastrana | 40°24′19″B 2°55′01″T / 40,405151°B 2,916909°T | RI-51-0009041       | 5-07-2013            | Upload image                             |
| Cung điện Ducal Pastrana Cung điện Ducal Princesa Éboli | Di tích Cung điện         | Pastrana | 40°25′09″B 2°55′18″T / 40,419167°B 2,921667°T | RI-51-0001109       | 12-07-1941           | Palacio Ducal de Pastrana · Upload image |
| Pastrana                                                | Khu phức hợp lịch sử      | Pastrana | 40°25′04″B 2°55′21″T / 40,417778°B 2,9225°T   | RI-53-0000079       | 01-12-1966           | Villa de Pastrana · Upload image         |

#### Peñalver
| Tên                                     | Dạng            | Địa điểm | Tọa độ                                        | Số hồ sơ tham khảo? | Ngày nhận danh hiệu? | Hình ảnh                                                     |
| --------------------------------------- | --------------- | -------- | --------------------------------------------- | ------------------- | -------------------- | ------------------------------------------------------------ |
| Nhà thờ Santa Eulalia Mérida (Peñalver) | Di tích Nhà thờ | Peñalver | 40°34′51″B 2°53′21″T / 40,580938°B 2,889228°T | RI-51-0007073       | 30-04-1991           | Iglesia Parroquial de Santa Eulalia de Mérida · Upload image |

#### Pinilla de Jadraque
| Tên                      | Dạng            | Địa điểm            | Tọa độ                                       | Số hồ sơ tham khảo? | Ngày nhận danh hiệu? | Hình ảnh                                                |
| ------------------------ | --------------- | ------------------- | -------------------------------------------- | ------------------- | -------------------- | ------------------------------------------------------- |
| Nhà thờ Pinilla Jadraque | Di tích Nhà thờ | Pinilla de Jadraque | 41°01′13″B 2°56′31″T / 41,020407°B 2,94189°T | RI-51-0001645       | 24-06-1965           | Iglesia de Nuestra Señora de la Asunción · Upload image |

#### Pioz
| Tên          | Dạng              | Địa điểm | Tọa độ                                        | Số hồ sơ tham khảo? | Ngày nhận danh hiệu? | Hình ảnh                        |
| ------------ | ----------------- | -------- | --------------------------------------------- | ------------------- | -------------------- | ------------------------------- |
| Lâu đài Pioz | Di tích Fortaleza | Pioz     | 40°27′53″B 3°10′17″T / 40,464722°B 3,171389°T | RI-51-0006820       | 07-12-1990           | Castillo de Pioz · Upload image |

### R

#### Retiendas
| Tên             | Dạng            | Địa điểm  | Tọa độ                                        | Số hồ sơ tham khảo? | Ngày nhận danh hiệu? | Hình ảnh                             |
| --------------- | --------------- | --------- | --------------------------------------------- | ------------------- | -------------------- | ------------------------------------ |
| Tu viện Bonaval | Di tích Tu viện | Retiendas | 40°58′06″B 3°17′38″T / 40,968272°B 3,293889°T | RI-51-0007285       | 23-06-1992           | Monasterio de Bonaval · Upload image |

#### Riba de Saelices
| Tên                    | Dạng                                                 | Địa điểm         | Tọa độ                                        | Số hồ sơ tham khảo? | Ngày nhận danh hiệu? | Hình ảnh                            |
| ---------------------- | ---------------------------------------------------- | ---------------- | --------------------------------------------- | ------------------- | -------------------- | ----------------------------------- |
| Hang Nhàres            | Di tích Nghệ thuật đá                                | Riba de Saelices | 40°57′27″B 2°17′27″T / 40,9575°B 2,290928°T   | RI-51-0001089       | 18-09-1935           | Cueva de los Casares · Upload image |
| Valdeherreros-Azafuera | Khu khảo cổ Thời gian: Celtíberos và Hispania romana | Riba de Saelices | 40°55′47″B 2°17′36″T / 40,929722°B 2,293333°T | RI-55-0000432       | 24-10-1995           | Upload image                        |

#### Rillo de Gallo
| Tên      | Dạng                  | Địa điểm       | Tọa độ                                      | Số hồ sơ tham khảo? | Ngày nhận danh hiệu? | Hình ảnh     |
| -------- | --------------------- | -------------- | ------------------------------------------- | ------------------- | -------------------- | ------------ |
| Rillo I  | Di tích Nghệ thuật đá | Rillo de Gallo | 40°53′21″B 1°55′18″T / 40,88903°B 1,92161°T | RI-51-0009705       | 17-02-1997           | Upload image |
| Rillo II | Di tích Nghệ thuật đá | Rillo de Gallo | 40°53′17″B 1°55′45″T / 40,88819°B 1,92911°T | RI-51-0009706       | 17-02-1997           | Upload image |

### S

#### Sacedón
| Tên                          | Dạng            | Địa điểm         | Tọa độ                                        | Số hồ sơ tham khảo? | Ngày nhận danh hiệu? | Hình ảnh                                             |
| ---------------------------- | --------------- | ---------------- | --------------------------------------------- | ------------------- | -------------------- | ---------------------------------------------------- |
| Tu viện Santa María Monsalud | Di tích Tu viện | Sacedón Córcoles | 40°29′29″B 2°39′41″T / 40,491501°B 2,661348°T | RI-51-0000602       | 03-06-1931           | Monasterio de Santa María de Monsalud · Upload image |

#### Saelices de la Sal
| Tên              | Dạng           | Địa điểm           | Tọa độ                                        | Số hồ sơ tham khảo? | Ngày nhận danh hiệu? | Hình ảnh                           |
| ---------------- | -------------- | ------------------ | --------------------------------------------- | ------------------- | -------------------- | ---------------------------------- |
| Salinas Saelices | Di tích Salina | Saelices de la Sal | 40°54′11″B 2°19′43″T / 40,903056°B 2,328611°T | RI-51-0011524       | 27-02-2007           | Salinas de Saelices · Upload image |

#### Saúca
| Tên                                                                | Dạng            | Địa điểm              | Tọa độ                                        | Số hồ sơ tham khảo? | Ngày nhận danh hiệu? | Hình ảnh                                    |
| ------------------------------------------------------------------ | --------------- | --------------------- | --------------------------------------------- | ------------------- | -------------------- | ------------------------------------------- |
| Nhà thờ San Juan Bautista (Jodra Pinar) Nhà thờ San Juan Degollado | Di tích Nhà thờ | Saúca Jodra del Pinar | 41°02′42″B 2°33′26″T / 41,044972°B 2,557358°T | RI-51-0006977       | 21-09-1990           | Iglesia de San Juan Bautista · Upload image |
| Nhà thờ Saúca                                                      | Di tích Nhà thờ | Saúca                 | 41°01′53″B 2°31′45″T / 41,031441°B 2,529067°T | RI-51-0001657       | 16-06-1966           | Iglesia de Saúca · Upload image             |

#### Sayatón
| Tên            | Dạng              | Địa điểm       | Tọa độ                                    | Số hồ sơ tham khảo? | Ngày nhận danh hiệu? | Hình ảnh                          |
| -------------- | ----------------- | -------------- | ----------------------------------------- | ------------------- | -------------------- | --------------------------------- |
| Lâu đài Anguix | Di tích Fortaleza | Sayatón Anguix | 40°25′49″B 2°47′24″T / 40,430278°B 2,79°T | RI-51-0007202       | 19-02-1992           | Castillo de Anguix · Upload image |

#### Sigüenza
| Tên                         | Dạng                               | Địa điểm                                             | Tọa độ                                                 | Số hồ sơ tham khảo? | Ngày nhận danh hiệu? | Hình ảnh                                                     |
| --------------------------- | ---------------------------------- | ---------------------------------------------------- | ------------------------------------------------------ | ------------------- | -------------------- | ------------------------------------------------------------ |
| Lâu đài Guijosa             | Di tích Fortaleza                  | Sigüenza Guijosa (Guadalajara)                       | 41°05′55″B 2°34′26″T / 41,098476°B 2,573939°T          | RI-51-0010905       | 25-06-1985           | Castillo de Guijosa · Upload image                           |
| Lâu đài Palazuelos          | Di tích Fortaleza                  | Sigüenza Palazuelos                                  | 41°05′30″B 2°41′32″T / 41,091717°B 2,692107°T          | RI-51-0001238       | 15-06-1951           | Castillo y Murallas de la Villa de Palazuelos · Upload image |
| Lâu đài Pelegrina           | Di tích Fortaleza                  | Sigüenza Pelegrina                                   | 41°00′54″B 2°38′18″T / 41,015°B 2,638333°T             | RI-51-0010726       | 22-04-1949           | Castillo de Pelegrina · Upload image                         |
| Lâu đài Riba Santiuste      | Di tích Fortaleza                  | Sigüenza Riba de Santiuste                           | 41°11′49″B 2°42′33″T / 41,196882°B 2,709059°T          | RI-51-0007286       | 23-06-1992           | Castillo de Riba de Santiuste · Upload image                 |
| Castilviejo Guijosa         | Khu khảo cổ Castro (fortificación) | Sigüenza Cubillas del Pinar và Guijosa (Guadalajara) | 40°05′55″B 2°33′12″T / 40,09868229027°B 2,5534636531°T |                     | 18-09-2012           | Castilviejo · Upload image                                   |
| Nhà thờ chính tòa Sigüenza  | Di tích Nhà thờ                    | Sigüenza                                             | 41°04′06″B 2°38′29″T / 41,068411°B 2,641267°T          | RI-51-0000599       | 03-06-1931           | Catedral de Santa María de Sigüenza · Upload image           |
| Sigüenza                    | Khu phức hợp lịch sử               | Sigüenza                                             | 41°04′09″B 2°38′21″T / 41,069167°B 2,639167°T          | RI-53-0000059       | 20-05-1965           | Ciudad de Sigüenza · Upload image                            |
| Nhà thờ Salvador (Carabias) | Di tích Nhà thờ                    | Sigüenza Carabias (Sigüenza)                         | 41°05′24″B 2°43′03″T / 41,090123°B 2,717593°T          | RI-51-0001644       | 24-06-1965           | Iglesia del Salvador · Upload image                          |
| Salinas Imón                | Di tích Ruộng muối                 | Sigüenza Imón                                        | 41°09′38″B 2°43′37″T / 41,160556°B 2,726944°T          | RI-51-0007282       | 23-06-1992           | Salinas de Imón · Upload image                               |
| Palazuelos                  | Khu phức hợp lịch sử               | Sigüenza Palazuelos                                  | 41°05′28″B 2°41′27″T / 41,091111°B 2,690833°T          | RI-53-0000527       | 22-01-2002           | Villa de Palazuelos · Upload image                           |

### T

#### Tartanedo
| Tên                                 | Dạng           | Địa điểm           | Tọa độ                                        | Số hồ sơ tham khảo? | Ngày nhận danh hiệu? | Hình ảnh     |
| ----------------------------------- | -------------- | ------------------ | --------------------------------------------- | ------------------- | -------------------- | ------------ |
| Nhà hoang Santa Catalina (Hinojosa) | Di tích Ermita | Tartanedo Hinojosa | 41°03′32″B 1°54′19″T / 41,058889°B 1,905278°T | RI-51-0007280       | 23-06-1992           | Upload image |

#### Tierzo
| Tên                   | Dạng                    | Địa điểm             | Tọa độ                                        | Số hồ sơ tham khảo? | Ngày nhận danh hiệu? | Hình ảnh     |
| --------------------- | ----------------------- | -------------------- | --------------------------------------------- | ------------------- | -------------------- | ------------ |
| Nhà fuerte Vega Arias | Di tích Nhà fortificada | Tierzo Vega de Arias | 40°45′06″B 1°57′04″T / 40,751635°B 1,951128°T | RI-51-0004184       | 13-10-1975           | Upload image |

#### Torija
| Tên                       | Dạng              | Địa điểm | Tọa độ                                        | Số hồ sơ tham khảo? | Ngày nhận danh hiệu? | Hình ảnh                                                |
| ------------------------- | ----------------- | -------- | --------------------------------------------- | ------------------- | -------------------- | ------------------------------------------------------- |
| Lâu đài Torija            | Di tích Fortaleza | Torija   | 40°44′40″B 3°01′49″T / 40,744444°B 3,030278°T | RI-51-0000610       | 03-06-1931           | Castillo de Torija · Upload image                       |
| Nhà thờ Asunción (Torija) | Di tích Nhà thờ   | Torija   | 40°44′40″B 3°01′57″T / 40,744561°B 3,032417°T | RI-51-0007075       | 30-04-1991           | Iglesia de la Asunción de Nuestra Señora · Upload image |

#### Torrejón del Rey
| Tên                                                | Dạng            | Địa điểm                               | Tọa độ                                        | Số hồ sơ tham khảo? | Ngày nhận danh hiệu? | Hình ảnh     |
| -------------------------------------------------- | --------------- | -------------------------------------- | --------------------------------------------- | ------------------- | -------------------- | ------------ |
| Nhà thờ San Julián và Santa Basilisa (Thápjón Rey) | Di tích Nhà thờ | Torrejón del Rey Plaza de la Fuente, 7 | 40°38′41″B 3°20′12″T / 40,644772°B 3,336642°T | RI-51-0007110       | 23-06-1992           | Upload image |

#### Trillo (Guadalajara)
| Tên                       | Dạng            | Địa điểm | Tọa độ                                        | Số hồ sơ tham khảo? | Ngày nhận danh hiệu? | Hình ảnh                                          |
| ------------------------- | --------------- | -------- | --------------------------------------------- | ------------------- | -------------------- | ------------------------------------------------- |
| Tu viện Santa María Óvila | Di tích Tu viện | Trillo   | 40°42′03″B 2°33′26″T / 40,700833°B 2,557222°T | RI-51-0000612       | 03-06-1931           | Monasterio de Santa María de Óvila · Upload image |

### U

#### Uceda
| Tên                       | Dạng                               | Địa điểm                       | Tọa độ                                       | Số hồ sơ tham khảo? | Ngày nhận danh hiệu? | Hình ảnh                                          |
| ------------------------- | ---------------------------------- | ------------------------------ | -------------------------------------------- | ------------------- | -------------------- | ------------------------------------------------- |
| Nhà thờ Santa María Varga | Di tích Kiến trúc tôn giáo Nhà thờ | Uceda Camino del Cementerio, 4 | 40°50′30″B 3°28′00″T / 40,84166°B 3,466718°T | RI-51-0007128       | 08-10-1991           | Iglesia de Santa María de la Varga · Upload image |

### V

#### Valhermoso
| Tên                   | Dạng           | Địa điểm                          | Tọa độ                                        | Số hồ sơ tham khảo? | Ngày nhận danh hiệu? | Hình ảnh     |
| --------------------- | -------------- | --------------------------------- | --------------------------------------------- | ------------------- | -------------------- | ------------ |
| Nhà grande Valhermoso | Di tích Casona | Valhermoso Calle de la Soledad, 4 | 40°47′09″B 1°57′39″T / 40,785701°B 1,960948°T | RI-51-0007287       | 23-06-1992           | Upload image |

### Z

#### Zorita de los Canes
| Tên                                  | Dạng              | Địa điểm            | Tọa độ                                        | Số hồ sơ tham khảo? | Ngày nhận danh hiệu? | Hình ảnh                                       |
| ------------------------------------ | ----------------- | ------------------- | --------------------------------------------- | ------------------- | -------------------- | ---------------------------------------------- |
| Lâu đài Zorita Canes Alcazaba Zorita | Di tích Fortaleza | Zorita de los Canes | 40°19′54″B 2°53′15″T / 40,331679°B 2,887496°T | RI-51-0000611       | 03-06-1931           | Castillo de Zorita de los Canes · Upload image |
| Recópolis Đồi Oliva                  | Khu khảo cổ       | Zorita de los Canes | 40°19′14″B 2°53′37″T / 40,320556°B 2,893611°T | RI-55-0000066       | 29-03-1946           | Ruinas Visigodas de Recópolis · Upload image   |